# Царица
 Тази статия е за монархическата титла.  За най-силната фигура в шахмата вижте Царица (шахмат).  
Царица е титла, носена от съпругата на цар или от управляваща владетелка на царство.

## Български царици
Първата достоверно засвидетелствана царица на България е сестрата на Георги Сурсувул, втора съпруга на Симеон Велики. Последната управлявала България царица е Йоанна Савойска – съпруга на цар Борис III.

## Сръбски и гръцки царици
След прогласянето на Стефан Душан за „цар на сърби и гърци“ на църковно-народен събор в Скопие на 16 април 1346 година (Великден), неговата съпруга и сестра на цар Иван Александър, Елена се сдобива с титлата царица. Тази титла е наследена от съпругата на нейния син Стефан Урош V от Стефан Душан – Анка Басараба.

## Руски царици
Първата руска царица е Анастасия Романовна (съпруга на Иван Грозни), макар София Палеологина да привнася тази титла по руските земи. Последната руска владетелка, която носи титлата царица, е Александра Фьодоровна, убита от болшевиките.

## Списък на цариците на България
- хан Тервел – неизвестна дъщеря на Юстиниан II

I царство
- хан Телериг-Теофилакт – след абдикацията се жени за Ирина (братовчедка на императрицата)
- княз Борис-Михаил – княгиня Мария
- цар Петър I – Ирина Лакапина, дъщеря на император Христофор Лакапин
- цар Симеон:
  - неизвестна
  - неизвестна, сестра на Герги Сурсувул
- цар Борис II – неизвестна, от която имал 2 деца
- цар Роман – неуспешни преговори с Василий II за годеж със сестра му Ана
- цар Самуил – Агата от Лариса, дъщеря на Йоан Хрисилий, управител на Драч
- цар Гаврил-Радомир:
  - неизвестна унгарска принцеса
  - Ирина от Лариса
- цар Иван Владислав – царица Мария

II царство
- цар Асен I – царица Елена, с монашеско име Евгения
- цар Калоян – царица Десислава, куманка
- цар Борил:
  - вдовицата на Калоян
  - дъщеря на Йоланда
- цар Иван Асен:
  - царица Ана, замонашена като Анисия
  - царица Ана – дъщеря на унгарския крал Андрей II
  - Ирина Комнина (монахиня Ксения) – дъщеря на имп. Теодор Ангел Комнин
- Михаил Асен – дъщеря на Ростаслав Михайлович (Ур)
- Константин II Асен Тих:
  - неизвестна
  - царица Ирина
  - царица Мария, дъщеря на Евлогия, сестрата на имп. Михаил
- Ивайло – Мария, вдовицата на цар Константин
- цар Иван Асен III – Ирина, дъщеря на имп. Михаил Палеолог
- Георги Тертер I:
  - Мария
  - Кира Мария, сестра на Иван Асен (брака бил анулиран и Георги Тертер се събрал с първата си жена)
- Смилец – неизвестна, дъщеря на севастократор Константин, брат на императора
- цар Чака – дъщеря на Георги I Тертер
- цар Тодор Светослав:
  - Енкона, покръстена Ефросина
  - Теодора, сестрата на имп. Андроник II
- Михаил Шишман:
  - Ана-Неда – сестра на сръбския крал Стефан Дечански
  - Теодора, вдовицата на цар Тодор Светослав
- цар Иван Александър:
  - Тедора, монахиня Теофана
  - еврейката Сара, покръстена като Теодора
- цар Иван Шишман:
  - царица Кира Мария, дъщеря на Десислава (монахиня Домца)
  - Неизвестна дъщеря на сръбския княз Лазар
- цар Иван Страцимир – царица Ана

III царство
- княз Александър Батенберг – след абдикацията Йохана Лойзингер (1865 – 1851)
- цар Фердинанд:
  - Мария Луиза Бурбон-Пармска (1870 – 1899)
  - Елеонора фон Ройс-Кьостриц (1860 – 1917)
- цар Борис III – царица Йоана Савойска (1907 – 2000)
- цар Симеон II – царица Маргарита Гомес-Асебо и Сехуела (1935 – )